# Étain
 Étain  es una población y comuna francesa, en la región de Lorena, departamento de Mosa, en el Distrito de Verdún. Es el chef-lieu y mayor población del cantón de Étain.

## Demografía
| 3764 | 2810 | 3773 | 3807 | 3577 | 3709 |
| Para los censos de 1962 a 1999 la población legal corresponde a la población sin duplicidades (Fuente: INSEE [Consultar]) |      |      |      |      |      |